# 聖衣
『聖衣』（せいい、The Robe）は、1953年のアメリカ合衆国の歴史映画。監督はヘンリー・コスター、出演はリチャード・バートン、ジーン・シモンズ、ヴィクター・マチュアなど。イエスが磔の直前までまとっていたローブ「聖衣」をめぐって、磔を指揮したローマの将校がたどる運命を描いている。ハリウッドによる初のシネマスコープ作品で、ロイド・C・ダグラスによる同名の小説を原作とする『聖書』に基づく物語である。
翌1954年には続編『ディミトリアスと闘士』が公開されている。

## ストーリー
西暦30年頃、タイベリアス（ティベリウス）皇帝治下のローマ。護民官マーセラスはダイアナと出会い、小さい頃、結婚の約束をしたと言われる。奴隷売買で次の皇帝カリグラと競い、ギリシャ人の奴隷デメトリアス（ディメトリオス）を買い取る。これがカリグラの恨みを買い、エルサレムへ左遷される。好意から自由の身となったデメトリアスも同行する。
マーセラスの仕事は「神の子」と自称するイエスを捕まえ、磔（はりつけ）にすることであったが、イエスを信じるデメトリアスはイエスは無実だと擁護する。マーセラスは有力な友人のおかげでローマに帰れることになるが、その前に処刑を命ぜられる。イエスはユダの裏切りにあって捕まり、ローマ総督ピラトは妻の反対もあって大変だったというが処刑を決定。磔刑の後、マーセラスは良心の痛みを感じ、酒に溺れていたが、イエスがまとっていた赤い毛織物を賭けた同僚とのサイコロ遊びに勝って手に入れる。その衣をまとってみると、突然打ちのめされ、衣を投げ捨てる。デメトリアスは衣を手にし、イエスへの帰依を誓う。マーセラスは夢でうなされて心の平静を失い、船の中で職を解かれ、カプリに戻る。カリグラも横恋慕していて、タイベリアスも嫁に望んでいた、幼な馴染のダイアナの愛情に平安を見い出す。
タイベリアスはイエスが真の救世主であるかどうか聞きただし、マーセラスのためにも衣を処分するように命ずる。マーセラスはガリラヤに赴き、イエスの教えを説く「大男の漁師」ペテロやデメトリアスとも再会する。マーセラスはイエスの教えに心服する。ローマではタイベリアスが亡くなり、カリグラ皇帝のキリスト教弾圧が始まっていた。マーセラスの居所を知ろうとデメトリアスを拷問にかける。マーセラスはデメトリアスを救い出すが、自らは捕えられ、大逆罪に問われる。彼は信仰を最後まで捨てず殉教者としての死を選び、ダイアナも夫と決めた人に従うときっぱり言い、「あなたは皇帝を気取る怪物だ、夫とともに主の王国に行く」という。そして、ふたり安らかな心で矢場（刑場）へ向かう。

## キャスト
| 役名                     | 俳優                 | 日本語吹替                                   | 日本語吹替                          |
| 役名                     | 俳優                 | フジテレビ版                                 | LD版                                |
| ------------------------ | -------------------- | -------------------------------------------- | ----------------------------------- |
| マーセラス・ガリオ       | リチャード・バートン | 新田昌玄                                     | 石田太郎                            |
| ダイアナ                 | ジーン・シモンズ     | 里見京子                                     | 二木てるみ                          |
| デメトリアス             | ヴィクター・マチュア | 小林修                                       | 小林修                              |
| ペトロ                   | マイケル・レニー     | 中村正                                       | 岡部政明                            |
| カリグラ                 | ジェイ・ロビンソン   | 家弓家正                                     | 阪脩                                |
| ポンティウス・ピラトゥス | リチャード・ブーン   | 千葉耕市                                     | 伊藤克                              |
| ガリオ元老院議員         | トリン・サッチャー   | 島宇志夫                                     | 大宮悌二                            |
| ユニア                   | ドーン・アダムズ     |                                              | 榊原良子                            |
| クインタス               | フランク・プラスキー | 細井重之                                     | 若本規夫                            |
| 百人隊長                 | ジェフ・モロー       | 小林清志                                     | 寺島幹夫                            |
| ユースタス               | ディーン・ジャガー   |                                              | 上田敏也                            |
| タイベリアス皇帝         | アーネスト・セジガー | 千葉順二                                     | 千葉耕市                            |
| 不明 その他              |                      | 由起艶子 渡辺典子 滝口順平 仲村秀生 山本嘉子 | 伊井篤史 松岡文雄 雨森雅司 野本礼三 |
|                          |                      |                                              |                                     |
| 演出                     | 演出                 | 菊池弘                                       |                                     |
| 翻訳                     | 翻訳                 | 飯嶋永昭                                     | 飯嶋永昭                            |
| 効果                     |                      |                                              |                                     |
| 調整                     | 調整                 | 杉原日出弥                                   |                                     |
| 制作                     | 制作                 | トランスグローバル                           | 東北新社                            |
| 解説                     | 解説                 | 前田武彦                                     |                                     |
| 初回放送                 | 初回放送             | 1971年6月11日 『ゴールデン洋画劇場』         |                                     |

## 製作
当初はノーマルサイズで製作がスタートしたが、アナモルフィックレンズを使った大画面システムの可能性に着目したダリル・F・ザナックの命でいったん中断。新たに発注されたレンズを使い、改めて撮影が行われた。
シネマスコープ第1作として公開された本作は、見世物志向の強かった当時の大型スクリーン映画の中、ごく珍しい本格劇映画でもあり、1953年の全米興行成績で1位をとるなど大ヒットを記録、同年のアカデミー賞でも美術、衣装の2部門を受賞するなど、一定の評価を得た。
シネマスコープシステム自体も、専用の映写設備が必要なシネラマや立体映画に比べ映写機の改造が容易なこともあり（基本的にはアナモルフィックレンズと横長のスクリーン、シネマスコープ用磁気サウンドトラックの再生装置と4chサラウンド・スピーカーを導入するだけで良かった）、一気に全米に普及、やがて大型スクリーンの代名詞となった。

## 評価

### 映画批評家によるレビュー
Rotten Tomatoesによれば、19件の評論のうち高評価は32%にあたる6件で、平均点は10点満点中5.30点となっている。

### 受賞歴
- 第26回アカデミー賞
  - 受賞
    - 美術賞（カラー）
    - 衣裳デザイン賞（カラー）

  - ノミネート
    - 作品賞
    - 主演男優賞（リチャード・バートン）
    - 撮影賞（カラー）

- 第11回ゴールデングローブ賞
  - 受賞
    - 作品賞